# Selva

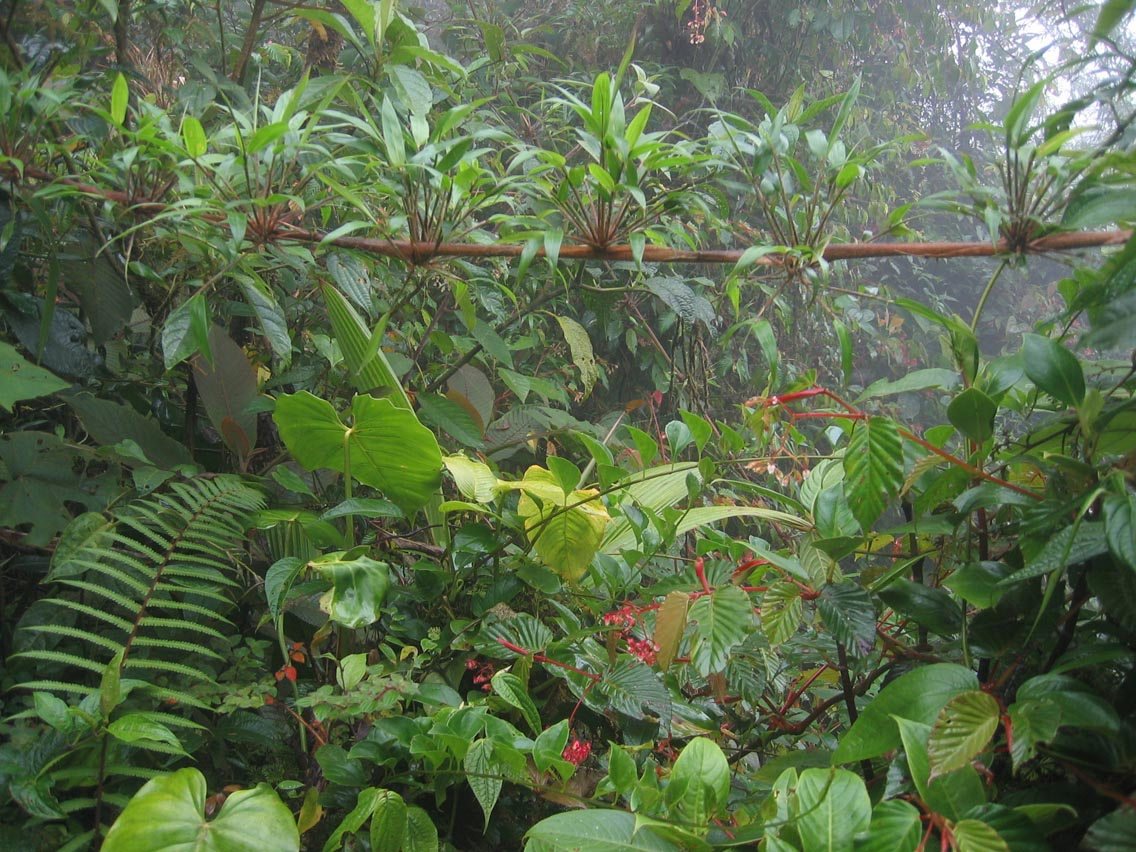
Uma selva no Panamá

Designa-se por selva (do latim, silva) um bioma florestal caracterizado por vegetação densa e grande biodiversidade. Em termos gerais, refere-se às florestas húmidas presentes tanto nas zonas equatoriais quanto tropicais, associada a fases de pré-clímax deste gênero de ecossistema. Pode ser chamada de floresta tropical caso ocupe apenas 3% do território nacional. 

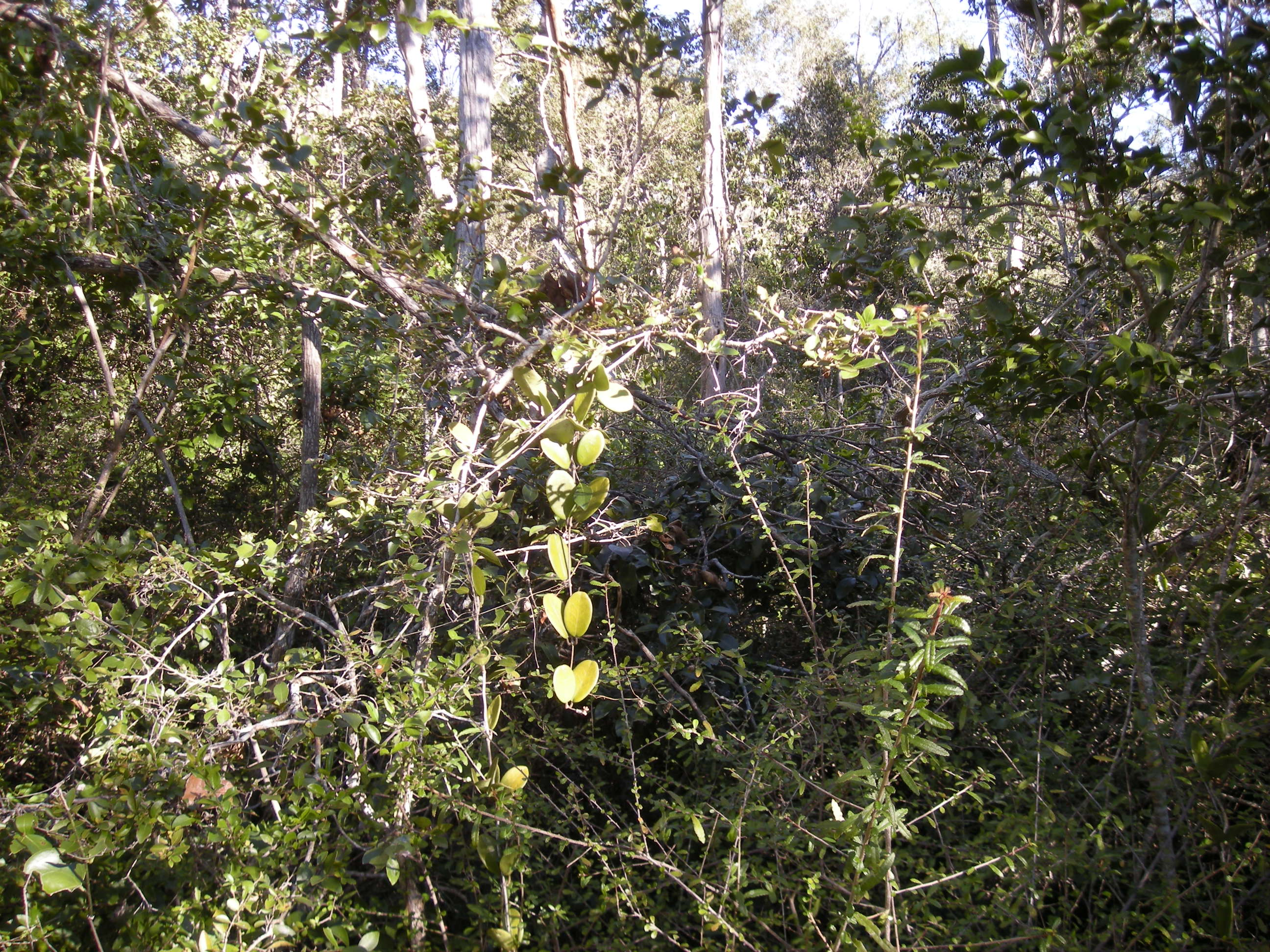
Mata de vinhas, um jângal típico.

Selvas são as regiões mais densas, mais ou menos impenetráveis dentro de uma floresta úmida com abundância de vida animal e vegetal. A palavra jângal se origina do sânscrito jangala (जंगल), a qual se referia a terra incultivada.